# Heinrich Fitschok
Heinrich Fitschok (ur. 30 stycznia 1925, zm. 27 maja 1947 w Landsberg am Lech) – zbrodniarz hitlerowski, członek załogi obozu koncentracyjnego Mauthausen-Gusen i SS-Sturmmann.
Obywatel jugosłowiański narodowości niemieckiej. Członek Waffen-SS od sierpnia 1942. Pełnił służbę w kompleksie Mauthausen od listopada 1942 do kwietnia 1945 jako strażnik w obozie głównym oraz w podobozach Gusen, Wiener-Neudorf i Ebensee.
Fitschok został skazany w procesie załogi Mauthausen-Gusen (US vs. Johann Altfuldisch i inni) przez amerykański Trybunał Wojskowy w Dachau na karę śmierci. Wyrok wykonano przez powieszenie w więzieniu Landsberg 27 maja 1947.